# Бухарская народная советская республика

Бухарская НСР на карте-схеме Советской Средней Азии в 1922 году.

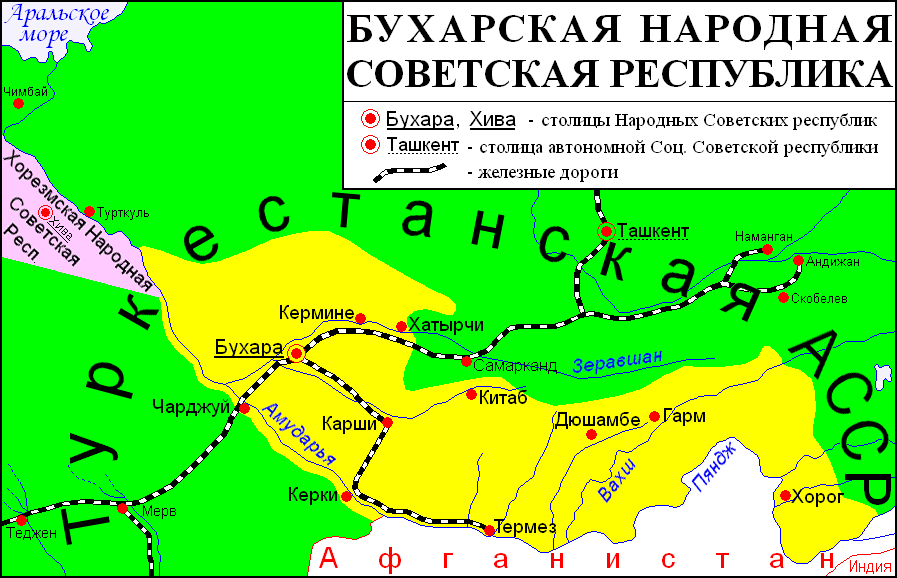
карта Бухарской НСР

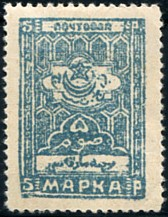
Почтовая марка Бухарской Народной Советской Республики, 1924 год.

Буха́рская наро́дная сове́тская респу́блика (БНСР; узб. Buxoro Xalq Shoʻro Jumhuriyati / بخارا خلق شورالر جمهوریتی / Бухоро Халқ Шўро Жумҳурияти, перс. جمهوری خلق شوروی بخارا‎ / тадж. Ҷумҳурии Халқии Шӯравии Бухоро) — государство, возникшее после ликвидации Бухарского эмирата 2 сентября 1920 года.
13 сентября 1920 года заключён договор с РСФСР, по которому Россия признавала независимость (суверенитет) Бухары. 14 сентября окончательно сформированы Ревком и Совет назиров (комиссаров), Бухарская Народная Советская Республика была провозглашена 6 октября 1920 года. 5-й Всебухарский курултай Советов 19 сентября 1924 года принял решение о преобразовании БНСР в Бухарскую Социалистическую Советскую Республику, которая в результате национально-государственного размежевания советских республик Средней Азии 27 октября 1924 года была ликвидирована.

## История
Так как после неудачного похода армии Ф. И. Колесова правительство Советской России несколькими декретами подтвердило независимость Бухары, эмир поддерживал дружественные отношения с Советской Россией и категорически отказывался поддерживать басмачество, развернувшееся в Ферганской долине и других частях Туркестана.

### Бухарская операция 1920 года
Во время переговоров 30 марта 1920 года в Бухаре, проведённых официальной советской делегацией во главе с Михаилом Фрунзе, эмиру был предъявлен ультиматум, согласно которому он должен был ввести в оборот советские деньги на территории государства, содействовать размещению войск Красной Армии на территории Бухары и поддерживать в работоспособном состоянии железную дорогу «Каган—Термез» через территорию эмирата, разрезающего коммуникации России. После того, как эмир отказался выполнить требования, была подготовлена военная операция и осуществлена «революция», заключавшаяся в занятии Бухары Красной Армией 2 сентября.

### Правительство БНСР
Новое правительство возглавил 24-летний узбекский джадидист Файзулла Ходжа-оглы (Файзулла Губайдуллаевич Ходжаев). Председателем ЦИК стал Усман Хаджа Пулатходжаев (Усман Ходжаев).
Власти БНСР обладали достаточно ограниченными полномочиями. Многие решения диктовались представителями РСФСР, опиравшимися на Бухарскую Красную Армию, которая в чрезвычайных условиях вела борьбу с армией эмира, присоединившейся к басмачам, господствовавшим в глубине Туркестана. Среди правительства были большие разногласия по поводу отношений с Москвой и с басмаческим движением — от требований вывода Красной Армии с территории независимой Бухарской республики до необходимости вступить в состав РСФСР в качестве АССР.
4 марта 1921 года между БНСР и РСФСР был заключён союзный договор о дружбе и взаимопомощи. В сентябре 1921 года была утверждена конституция БНСР. Отражая особенности БНСР, конституция признавала право частной собственности на землю и основные орудия и средства производства, предоставляла избирательное право ряду представителей эксплуататорских классов и др. Избирательных прав были лишены родственники свергнутого эмира, высшие чиновники эмирата, крупные феодалы.
В марте 1921 революционное правительство БНСР заявило о своём намерении жить в полном согласии с ближайшим соседом — Афганистаном.
С конца 1920 до середины 1921 правительство РСФСР выдало БНСР безвозвратную денежную ссуду в сумме 4 миллиарда рублей, в дальнейшем выдавалось по 2 миллиарда, ежемесячно. Для населения республики было отпущено 200 тысяч аршин мануфактуры, 50 тысяч пудов керосина, 25 тысяч пудов нефти, железо, медикаменты и др. Из РСФСР в Бухару командировались преподаватели и инструктора для устройства школ, оказания помощи в снабжении учебной литературой на национальных языках и литературой по советскому и партийному строительству, художественной литературой. В ноябре 1920, согласно «Временному договору о бывших русских поселениях в Бухаре», города Новая Бухара, Чарджуй, Термез и Керки с находившимися в них предприятиями передавались Бухарской республике. БНСР обязалась поставлять для текстильной промышленности РСФСР хлопок, шерсть и другие продукты сельского хозяйства.

### Сопротивление новому режиму
В 1920—1923 на территории БНСР возникло активное сопротивление (басмачество), Красная Армия стала преследовать эмира, постепенно утверждая советскую власть в Гиссаре, Душанбе, Кулябе и Гарме. Эмир под давлением Красной Армии бежал через Куляб в Афганистан. В 1921 году было принято решение о проведении земельной реформы и радикальных революционных преобразований. В 1921—1924 эмирские и бекские земли были поэтапно экспроприированы в пользу народа. Вакуфные сборы, составлявшие в сельском хозяйстве до 30—40% урожая, заменены налогом ушр, который составлял 10% урожая; для решения национального вопроса Бухарский ревком создал национальные отделы при правительстве республики; провозглашено равноправие женщин с мужчинами и др. В мае 1921 создан Бухарский коммунистический союз молодёжи (БКСМ). В феврале 1922 БКП принята в состав РКП(б).
В октябре 1921 года в Бухару прибыл Энвер-паша, бывший военный министр Османской империи, получивший в Москве поручения и полномочия от Совнаркома РСФСР для реформ в Бухаре. За короткое время Энвер-паша разочаровался в советской власти и выдвинул идею единого тюркского среднеазиатского мусульманского государства. Вместо того, чтобы склонить, как ему было поручено, басмачей на сторону Красной Армии, он объединил разрозненные отряды басмачей по всей стране в единую армию и выступил против Советской власти.
В 1921 году целый ряд высших руководителей Бухарской республики перешли на сторону басмачей — председатель ЦИК Усманходжа Пулатходжаев, военный министр А. Арифов, командующий первой бухарской армией М. Кулмухамедов и другие.
Весной 1922 оду армия Энвер-паши захватила значительную часть территории Бухарской Республики и осадила Бухару.

### Вхождение в состав СССР
В марте 1923 года по решению 1-й экономической конференции Туркестана произошло экономическое объединение Туркестанской, Бухарской и Хорезмской республик и образован единый экономический центр — Среднеазиатский экономический совет (САЭС).
Борьба с авантюрой Энвер-паши была упорной, длительной и стоила народам Бухары больших жертв. Басмачи подвергли значительному разрушению 8 городов (Китаб, Гиссар, Шахрисабз и др.) и полностью уничтожили сотни кишлаков.  В Восточной Бухаре общее поголовье скота сократилось на 45%, лошадей- на 75%, посевные площади- на 40-60%, торговля замерла, кустарное производство оказалось полностью разорённым. В 1922—23 правительство РСФСР передало БНСР оборудование для нескольких ткацко-прядильных фабрик: отпустило безвозмездно 50 миллионов рублей на восстановление народного хозяйства. С восстановлением и ростом промышленности росли кадры рабочего класса из местных национальностей. К середине 1924 в Бухаре было организовано 9 профсоюзов (свыше 20 тысяч человек). В начале 1924 правительство РСФСР предоставило БНСР долгосрочную беспроцентную ссуду в сумме 1 миллиона рублей для кредитования маломощных крестьянских хозяйств. Дехкане получали от правительства БНСР помощь семенами, рабочим скотом, сельскохозяйственными орудиями и денежными ссудами. В результате общая посевная площадь достигла довоенных размеров, восстанавливались ирригация и животноводство. Дехканство организовывалось в союзы — кошчи.
5-й Всебухарский курултай Советов 19 сентября 1924 года принял решение о вхождении БНСР в Советский Союз в качестве Бухарской Социалистической Советской Республики, которая в результате национально-государственного размежевания в Средней Азии 27 октября 1924 была упразднена; её территория вошла в состав вновь образованных Узбекской ССР (в том числе в образованную в её составе Таджикскую АССР) и Туркменской ССР. Во исполнение постановления I курултая Советов о национально-государственном размежевании республики сессия заявила о передаче Ходжейлинской области (районы Кипчак и Ктай) в состав Кара-Калпакской автономной области в составе Российской Советской Федеративной Социалистической Республики, Туркменской области (Дарган-Ата и Садывара) — Туркменской ССР, остальная территория Хорезма переходила в состав Узбекской ССР.
Состоявшийся в сентябре 1924 года V Бухарский Курултай Советов, принявший решение о преобразовании Бухарской Народной Республики в Социалистическую, вынес решение «О национально-государственном объединении народов Средней Азии». В решении провозглашалось, что поскольку «воля трудового народа — закон Советского государства», то V Всебухарский Курултай Советов торжественно объявляет «Верховную волю народов Бухары — узбеков и таджиков — о создании ими совместно с узбеками Туркестана и Хорезма Узбекской Социалистической Советской Республики, частью которой является автономная область таджиков». Решением Бухарского Курултая выражалось также согласие на вхождение туркмен Бухары в состав Туркменской ССР. В особом пункте решения V Бухарского Курултая Советов говорилось, что Курултай «устанавливает решительную необходимость для социалистического Узбекистана и Туркменистана — в целях социалистического строительства, обороны от империализма и по международному братству трудящихся — примкнуть к Союзу Советских Социалистических Республик».